# Dagohoy
Dagohoy é um município de  quinta classe de renda municipal (d) na província Bohol, nas Filipinas. De acordo com o censo de 1 de maio  de  2020 possui uma população de 19 874 pessoas e 4 547 domicílios.